# اچ‌ام‌اس کاریسفورت (آر۲۵)
اچ‌ام‌اس کاریسفورت (آر۲۵) (به انگلیسی: HMS Carysfort (R25)) یک کشتی بود که طول آن ۳۶۲٫۷۵ فوت (۱۱۰٫۵۷ متر) بود. این کشتی در سال ۱۹۴۴ ساخته شد.